# Джеремі Корбін
Джеремі Бернард Корбін (англ. Jeremy Bernard Corbyn; нар. 26 травня 1949, Чіппинхем, Вілтшир, Англія) — британський політик, член Лейбористської партії та її лідер (2015—2020), член парламенту Великої Британії з 1983 року та лідер офіційної опозиції (до січня 2020). За своїми політичними поглядами лівий демократичний соціаліст. У внутрішній політиці висунув ідею ренаціоналізації залізниці; у зовнішній — противник НАТО.

## Походження, особисте життя
Корбін навчався у гімназії Адамс у Ньюпорті, Шропшир. Він є молодшим братом Пірса Корбина, відомого в Англії критика теорії глобального потепління. У даний час живе у районі парку Фінсбері (Finsbury Park), має трьох синів. Раніше Корбін жив на Лозанна-роуд у лондонському районі (боро) Герінгей, де брав активну участь у забезпеченні майбутнього невеликого місцевого парку, створеного на місці розбомбленого під час Другої світової війни.

## Політична кар'єра
Корбін вважається одним з найбільш лівих членів Лейбористської партії і є членом Socialist Campaign Group (групи лівих лейбористів у парламенті). Він веде щотижневу колонку у Морнінг стар. Давній прихильник Кампанії за ядерне роззброєння (CND), де є одним з трьох заступників голови. До обрання до парламенту він обирався до міськради лондонського округу Харінгрей (1974-83).

## Stop the War
Він виступав як категоричний противник війни в Іраку і виступав на багатьох антивоєнних мітингах у Великій Британії та за кордоном. Був обраний членом керівного комітету Stop the War. 31 жовтня 2006 Корбін став одним з 12 парламентаріїв-лейбористів, які підтримали ініціативу Партії Уельсу і Шотландської національної партії провести розслідування причин іракської війни.

## Позиція щодо війни в Україні
18 лютого 2022 року, за тиждень до вторгнення Росії в Україну, Корбін разом із 11 депутатами-лейбористами підписали заяву «Зупинити війну», яка виступає проти будь-якої війни в Україні. У заяві йдеться, що «криза має бути врегульована на тій основі, яке визнає право українського народу на самовизначення та враховує інтереси безпеки Росії», що НАТО «має припинити свою експансію на схід» і що відправка британським урядом зброї в Україну та військ до Східної Європи не переслідувала «ніяких цілей, крім розпалювання напруженості та демонстрації зневаги до побоювань Росії».
2 серпня Корбін закликав західні країни припинити озброювати Україну. Він заявив що "вливання зброї не приведе до вирішення, воно лише продовжить і посилить цю війну. Нас можуть чекати роки та роки війни в Україні", в інтерв’ю Al Mayadeen, бейрутському телеканалу, який трансоює проросійські репортажі після вторгнення Росії в Україну.
"Що мене розчаровує, то це те, що майже ніхто зі світових лідерів не використовує слово "мир"; вони завжди використовують мову більшої війни та більш войовничої війни. Ця війна є згубною для народу України, для народу Росії, для безпеки та безпеки всього світу, і тому для миру потрібно докласти набагато більше зусиль", - додав Корбін.
Він закликав до визначальнішої ролі ООН для завершення війни і запропонував залучити інші міжнародні органи, такі як Африканський Союз або Ліга арабських держав, якщо ООН не зможе допомогти домовитися про припинення вогню.

## Кампанії
Корбін є давнім прихильником об'єднання Ірландії, і ще у 1984 році запрошував лідера Шинн Фейн Джеррі Адамса до Лондону. Корбін є видним членом Amnesty International. Він агітував за залучення до суду колишнього чилійського диктатора Піночета.
Згідно зі статтею BBC, Джеремі Корбін разом з Джоном Макдоннеллом підписали петицію, що закликає Велику Британію легалізувати організацію Тигри звільнення Таміл-Ілама, котру Європейський Союз оголосив терористичною.
У 2013 році Корбін був присутній на конференції у Лондоні, організованої міністерством закордонних справ Аргентини, закликаючи до діалогу між Великою Британією і Аргентиною з питання суверенітету Фолклендських (Мальвінських) острів.
У 2013 році Корбін виступає на підтримку прав далітів (недоторканних), у газеті Indian Express він заявив що кастові забобони «експортуються до Великої Британії через Індійські діаспори. Те ж саме ставлення переваги, забруднення і відособленості, здається, присутнє у громадах з Південної Азії, що у даний час проживають у Великій Британії».
Корбіна як члена парламенту підтримує профспілка UNISON. Він є антифашистом і виступає проти Британської національної партії.

## Політика в парламенті
З 2005 року він голосував проти рішень своєї партійної фракції 238 разів (25 %), що робить його одним з найбільш «бунтівних» парламентаріїв-лейбористів, нарівні тільки з Кейт Хой.

## Нагороди
У 2001 році Корбін отримав титул «Борода року» (Beard of the Year), після того, як заявив, що його борода це «форма незгоди» проти Нового лейборизму.